# Tessaoua
Tessaoua là một thành phố ở vùng Maradi của Niger. Vào năm 2012, dân số thành phố là 43.409 người.

## Địa lý
Thành phố nằm ở phía đông nam của vùng Maradi, cách thủ đô Niamey 630 km về phía đông.

### Khí hậu
| Dữ liệu khí hậu của Tessaoua      | Dữ liệu khí hậu của Tessaoua | Dữ liệu khí hậu của Tessaoua | Dữ liệu khí hậu của Tessaoua | Dữ liệu khí hậu của Tessaoua | Dữ liệu khí hậu của Tessaoua | Dữ liệu khí hậu của Tessaoua | Dữ liệu khí hậu của Tessaoua | Dữ liệu khí hậu của Tessaoua | Dữ liệu khí hậu của Tessaoua | Dữ liệu khí hậu của Tessaoua | Dữ liệu khí hậu của Tessaoua | Dữ liệu khí hậu của Tessaoua | Dữ liệu khí hậu của Tessaoua |
| Tháng                             | 1                            | 2                            | 3                            | 4                            | 5                            | 6                            | 7                            | 8                            | 9                            | 10                           | 11                           | 12                           | Năm                          |
| --------------------------------- | ---------------------------- | ---------------------------- | ---------------------------- | ---------------------------- | ---------------------------- | ---------------------------- | ---------------------------- | ---------------------------- | ---------------------------- | ---------------------------- | ---------------------------- | ---------------------------- | ---------------------------- |
| Trung bình ngày tối đa °C (°F)    | 31.0 (87.8)                  | 33.9 (93.0)                  | 37.5 (99.5)                  | 39.7 (103.5)                 | 39.3 (102.7)                 | 37.2 (99.0)                  | 33.2 (91.8)                  | 31.5 (88.7)                  | 33.5 (92.3)                  | 36.3 (97.3)                  | 34.7 (94.5)                  | 31.3 (88.3)                  | 34.9 (94.9)                  |
| Trung bình ngày °C (°F)           | 22.6 (72.7)                  | 25.1 (77.2)                  | 29.1 (84.4)                  | 31.8 (89.2)                  | 32.3 (90.1)                  | 30.9 (87.6)                  | 27.9 (82.2)                  | 26.5 (79.7)                  | 27.7 (81.9)                  | 28.6 (83.5)                  | 26.2 (79.2)                  | 22.8 (73.0)                  | 27.6 (81.7)                  |
| Tối thiểu trung bình ngày °C (°F) | 14.2 (57.6)                  | 16.3 (61.3)                  | 20.7 (69.3)                  | 24.4 (75.9)                  | 25.4 (77.7)                  | 24.7 (76.5)                  | 22.6 (72.7)                  | 21.6 (70.9)                  | 21.9 (71.4)                  | 21.0 (69.8)                  | 17.7 (63.9)                  | 14.4 (57.9)                  | 20.4 (68.7)                  |
| Lượng mưa trung bình mm (inches)  | 0 (0)                        | 0 (0)                        | 0 (0)                        | 3 (0.1)                      | 12 (0.5)                     | 41 (1.6)                     | 112 (4.4)                    | 154 (6.1)                    | 54 (2.1)                     | 6 (0.2)                      | 0 (0)                        | 0 (0)                        | 382 (15)                     |
| Nguồn:                            |                              |                              |                              |                              |                              |                              |                              |                              |                              |                              |                              |                              |                              |

## Nhân khẩu
Dưới đây là dân số Tessaoua qua các năm:
| Năm  | Dân số |
| 1977 | 10.590 |
| 1988 | 19.737 |
| 2001 | 31.667 |
| 2012 | 43.409 |

## Giao thông
Sân bay Tessaoua cách trung tâm thành phố 4 km về phía đông.

## Đô thị kết nghĩa
- Conflans-Sainte-Honorine[3]